# 国鉄7000形蒸気機関車
7000形は、かつて日本国有鉄道の前身である鉄道院、鉄道省に在籍したテンダー式蒸気機関車である。
もとは北海道官設鉄道編入の際に引き継がれた機関車で、さらに北海道で2番目に開業した釧路鉄道の機関車を廃線後に譲受したものである。

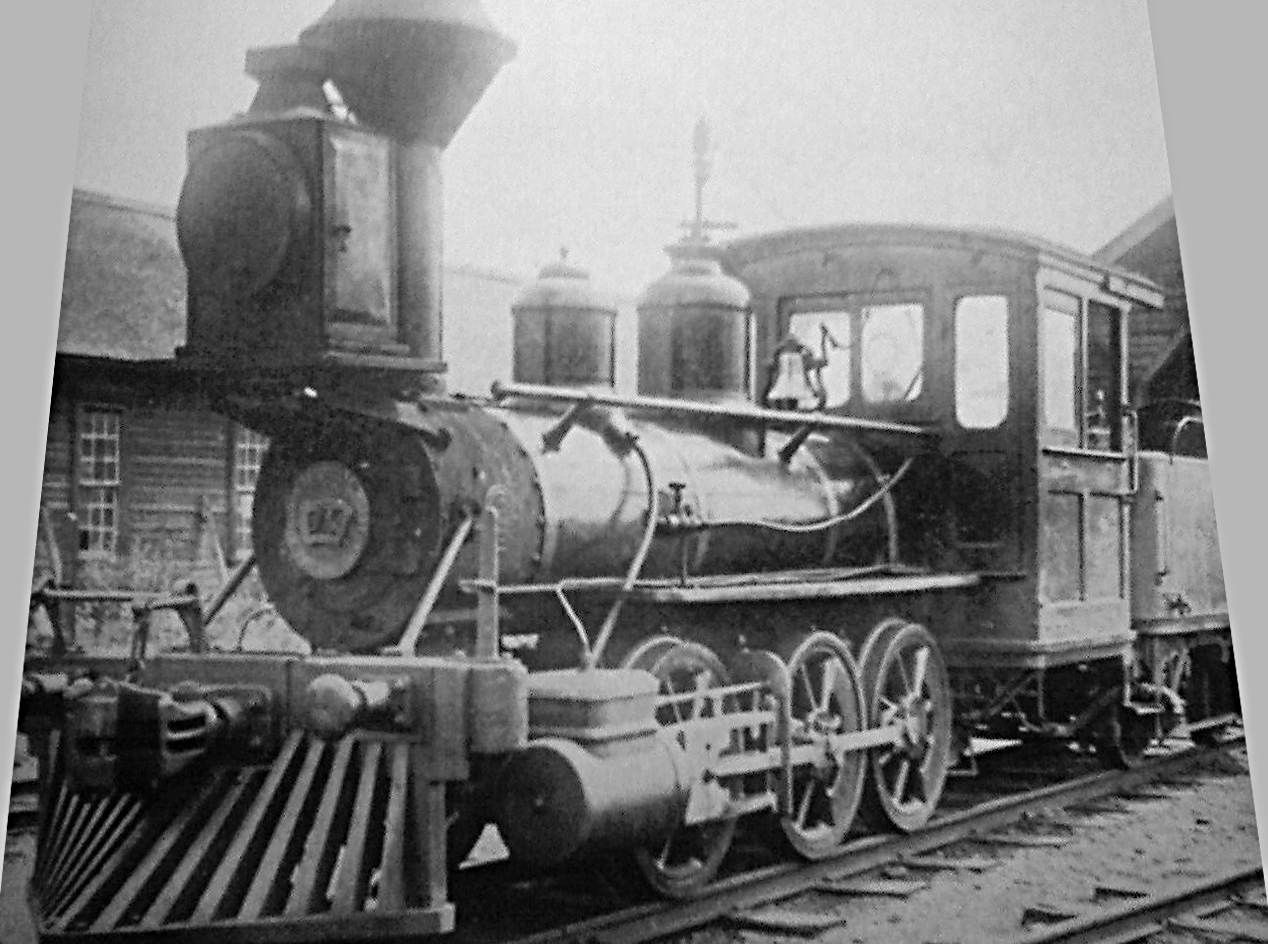
北海道官設鉄道4号時代の7000号

## 概要
1887年にアメリカのボールドウィン・ロコモティブ・ワークスが初めて日本に供給した蒸気機関車で、メーカーの種別呼称は"6-D-11"、車軸配置0-6-0(C)で2気筒単式の飽和式機関車であった。2両（製造番号8591, 8592）が製造されている。機関車本体の運転整備重量が10t、全長は炭水車を含んでも10m足らずという軽便鉄道並みの小型機であったが、大型のダイヤモンドスタック付きの煙突や、機関車前部に装備されたカウキャッチャーなど、典型的なアメリカ古典機スタイルであった。後に、これを軌間762mmのタンク機仕様とした同系機が、陸軍鉄道連隊によって大量に輸入され、日露戦争中の満州や朝鮮半島で使用されている。
機関車には、釧路鉄道のオーナーであった安田善次郎にちなんだ愛称が付けられており、「進善」「長安」（「安田善次郎伝」による。メーカー側の記録では、"Zenshin" "Choan"）と命名されている。廃線後は、北海道庁鉄道部（北海道官設鉄道）に売却されてC1形（4, 5）となり、1905年に官設鉄道（鉄道作業局）に編入され、Ea形と称した。官設鉄道では、1909年（明治42年）に制定された鉄道院の車両形式称号規程により7000形（7000, 7001）と称し、旭川と岩見沢で入換、工事用に使用され、1921年と1919年に廃車となった。現在、硫黄山のレストハウスに蒸気機関車の模型が展示されている。

## 主要諸元
- 全長 : 9,779mm
- 全高 : 2,870mm
- 最大幅 : 2,050mm
- 軌間 : 1,067mm
- 車軸配置 : 0-6-0(C)
- 動輪直径 : 838mm(2ft5in)
- 弁装置 : スチーブンソン式アメリカ形
- シリンダー（直径×行程） : 229mm×343mm
- ボイラー圧力 : 7.0kg/cm2
- 火格子面積 : 0.33m2
- 全伝熱面積 : 20.0m2
  - 煙管蒸発伝熱面積 : 18.5m2
  - 火室蒸発伝熱面積 : 1.5m2（数値に疑問があるが、原典のまま）
- ボイラー水容量 : 0.62m3
- 小煙管（直径×長サ×数） : 44.5mm×2,553mm×52本
- 機関車運転整備重量 : 10.07t
- 機関車動輪上重量（運転整備時） : 10.07t
- 機関車動輪軸重（最大・第3動輪上） : 3.98t
- 炭水車運転整備重量 : 7.98t
- 炭水車空車重量 : 4.43t
- 水タンク容量 : 2.49m3
- 燃料積載量：1.02t
- 機関車性能
  - シリンダ引張力（0.85P）：1,280kg
- ブレーキ装置：手ブレーキ